# Muerte súbita (película de 2017)
Muerte súbita (título original: Instant Death) es una película británica de acción de 2017, dirigida por Ara Paiaya, que a su vez se encargó de la fotografía, escrita por Adam Davidson, musicalizada por Sefi Carmel y los protagonistas son Lou Ferrigno, Jerry Anderson y Tania Staite, entre otros. El filme fue realizado por Ara Paiaya y se estrenó el 2 de mayo de 2017.

## Sinopsis
Cuando la violencia en los enfrentamientos contra el narcotráfico se hace demasiado personal, un veterano de las Fuerzas Especiales quiere hacer un cruento ajuste de cuentas.